# Bucksport (Carolina del Sur)
Bucksport es un lugar designado por el censo ubicado en el condado de Horry, en el estado estadounidense de Carolina del Sur. La localidad en el año 2000 tiene una población de 1.117 habitantes en una superficie de 10 km², con una densidad poblacional de 112.3 personas por km². 

## Geografía
Bucksport se encuentra ubicado en las coordenadas 33°40′37″N 79°6′54″O / 33.67694, -79.11500. Según la Oficina del Censo, el pueblo tiene un área total de 10 km² (3,9 mi²), de la cual 9,9 km² (3,8 mi²) es tierra y 0,1 km² (0 mi²) (0.52%) es agua.

### Localidades adyacentes
El siguiente diagrama muestra a las localidades en un radio de 16 kilómetros (9,9 mi) de Bucksport.

## Demografía
En el 2000 la renta per cápita promedia del hogar era de $24.038, y el ingreso promedio para una familia era de $23.750. El ingreso per cápita para la localidad era de $10.832. En 2000 los hombres tenían un ingreso per cápita de $31.618 contra $19.186 para las mujeres. Alrededor del 20.90% de la población estaba bajo el umbral de pobreza nacional. 